# Ctenanthe amphiandina
Ctenanthe amphiandina là một loài thực vật có hoa trong họ Marantaceae. Loài này được L.C.Anderson mô tả khoa học đầu tiên năm 1988.